# Audi Pop.Up Next

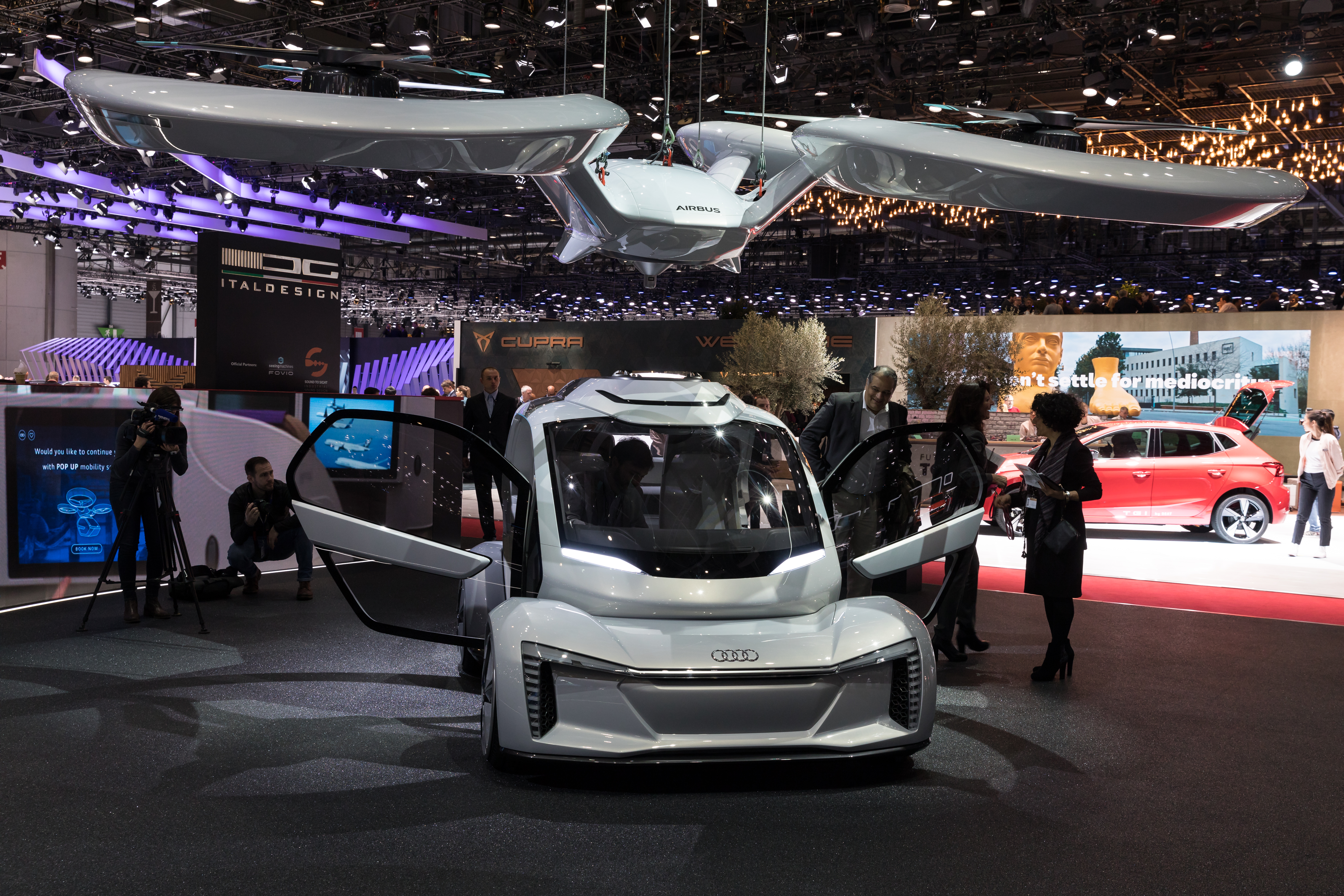
Audi Pop.Up.Next, Salão Internacional do Automóvel de Genebra 2018.

O Audi Pop.Up Next é um veículo eléctrico voador conceptual e não tripulado que pode se mover tanto no solo quanto no ar pelo desenvolvimento conjunto da empresa alemã Audi AG, da Airbus e da empresa que projecta a Italdesign Giugiaro. Foi apresentado pela primeira vez no Salão Automóvel de Genebra em 2018.